# Banc Glasgow
Le banc Glasgow (en anglais Glasgow Bank, en mandarin Shuāng jiāo (en sinogrammes 双礁)) est un récif situé en mer de Chine méridionale.

## Toponymie
Le nom standard annoncé par le Comité des noms géographiques chinois de la République populaire de Chine en 1983 est « Double Reef ». La littérature occidentale l'appelle généralement « Glasgow Reef ».

## Géographie
Le banc Glasgow est un récif corallien sous-marin situé à environ 103 milles marins à l'ouest de l'île de Palawan et à environ 110 milles marins au nord-ouest de l'île de Bornéo. Il se trouve à un peu plus de 5 milles marins à l'est du récif Commodore. Il a une forme globalement triangulaire avec deux sommets aux extrémités sud.

## Litige territorial
Le banc Glasgow est actuellement contrôlé par les Philippines mais la Chine en revendique la souveraineté.